# NGC 181
NGC 181 é uma galáxia espiral (S?) localizada na direcção da constelação de Andromeda. Possui uma declinação de +29° 28' 24" e uma ascensão recta de 0 horas, 38 minutos e 23,3 segundos.
A galáxia NGC 181 foi descoberta em 6 de Outubro de 1883 por Édouard Jean-Marie Stephan.